# Меморіальний комплекс героям-прикордонникам і службовим собакам

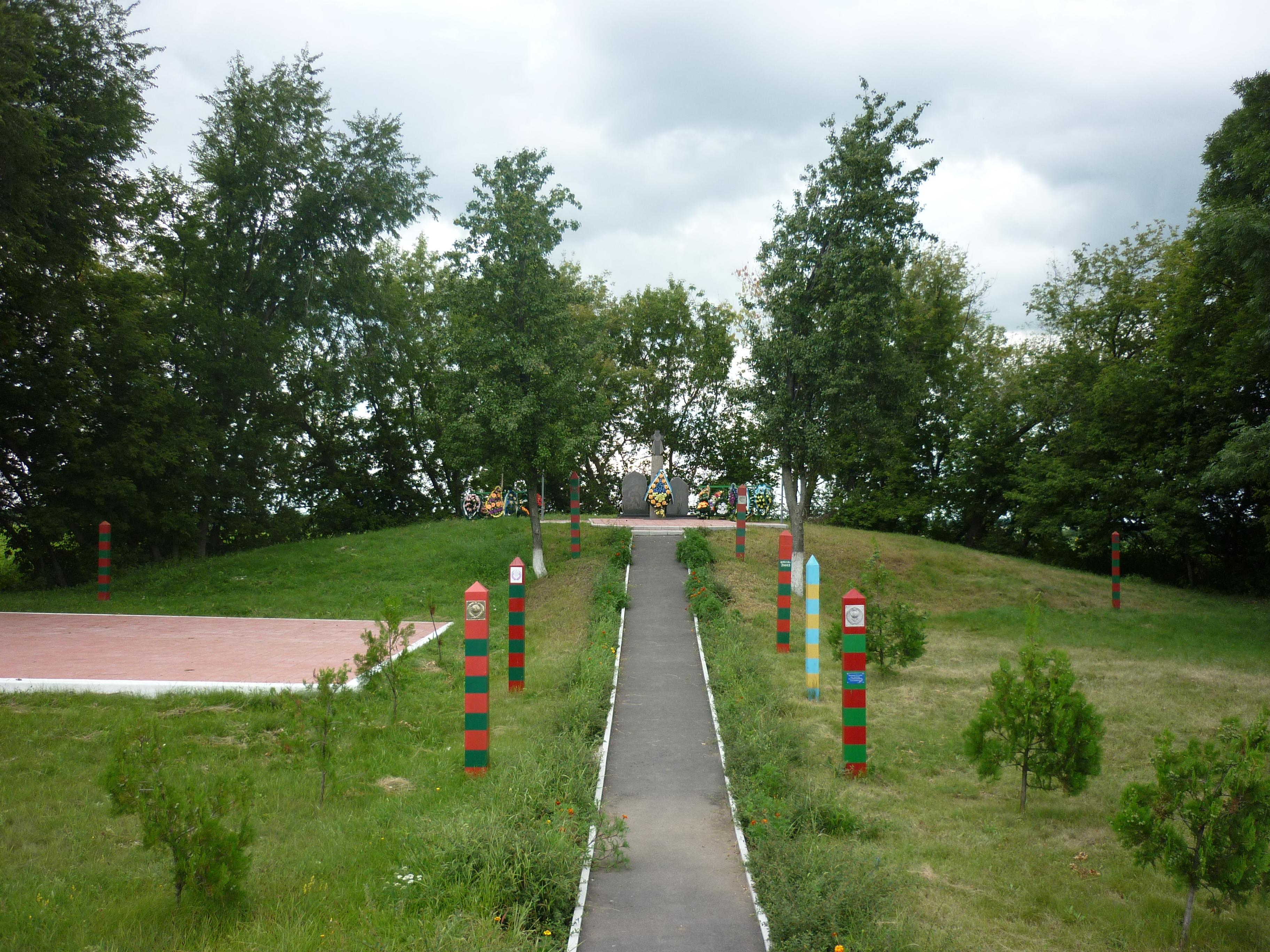
Загальний вид меморіалу

Меморіальний комплекс героям-прикордонникам і службовим собакам — меморіальний комплекс, що знаходиться в селі Легедзине Тальнівського району Черкаської області, Україна. Автор невідомий. Пам'ятник присвячений загиблим прикордонникам батальйону Окремої Коломийської прикордонної комендатури прикордонного загону охорони тилу Південно-Західного фронту і їх службовим собакам. В кінці липня 1941 року бійці цього прикордонного загону в складі чисельністю близько 500 військовослужбовців і 150 службових собак вступили в нерівний бій з противником.

## Історичні дані
Наприкінці липня 1941 року Окрема Коломийська прикордонна комендатура, відступаючи з боями на схід, прикривала відхід штабних частин командування Уманської армійського з'єднання. У селі Легедзине перебували штаби 8-го корпусу. Їх прикривали три роти особливої Коломийської прикордонної застави, якими командував майор Філіппов. Прикордонна комендатура була посилена школою службового собаківництва в складі 25 кінологів і 150 службових собак, які належали прикордонному загону Коломийської комендатури і Львівській пограншколи службового собаківництва.
30 липня 1941 року бригада «Лейбштандарт Адольф Гітлер» атакувала село Легедзине. Атаку відбивали 500 прикордонників. Під час цього бою прикордонний загін знищив багато живої сили противника і 17 танків. Але сили виявилися нерівними, закінчилися боєприпаси. Останнім резервом був кінологічний загін зі 150 службовими собаками. Коли на поле бою залишилося кілька живих прикордонників, на ворога випустили 150 службових вівчарок, після чого німецький наступ було зупинено на цій ділянці фронту майже на два дня.
У цьому бою загинули всі прикордонники. Уцілілі собаки були розстріляні після бою німецькими солдатами. Місцеві жителі поховали загиблих прикордонників і їх собак в братській могилі на місці бою. У 1955 році останки прикордонників і собак були перепоховані біля сільської школи, де сьогодні знаходиться братська могила. На околиці села біля траси Золотоноша — Умань, де стався цей бій, 9 травня 2003 року був відкритий пам'ятник героям-прикордонникам і їх службовим собакам. Пам'ятник був зведений на кошти учасників Великої Вітчизняної війни зі Звенигородки і декількох сіл Тальнівського району.

## Опис
Меморіальний комплекс розміщений на невеликій височині. До пам'ятника веде асфальтована доріжка, на краях якої встановлені прикордонні стовпи. У центрі комплексу розміщена колона з хрестом, на перекладині якого розміщений епитрахиль, що є християнським символом жертовного служіння. Біля колони встановлені меморіальні знаки у вигляді полум'я. З лівого боку колони знаходиться знак із зображенням радянського воїна з гвинтівкою в руках і медаллю Героя Радянського Союзу. На правій стороні знаходиться знак із зображенням службової собаки.
Біля підніжжя колони і пам'ятних знаків знаходяться три написи українською мовою.
У центрі біля підніжжя балюстради знаходиться напис, що інформує про подвиг прикордонників і їх службових собак:

«Зупинись i поклонись

тут в липні 1941 року
піднялися в останню атаку на ворога

бійці Окремоï Коломийскоï

прикордонноï комендатури

500 прикордонників i 150 їх службових собак

лягли смертю хоробрих у тому бою,

вони залишились навічно

вірними присязі рідній землі»

Біля підніжжя пам'ятного знака прикордоннику знаходиться напис:

«Родять хліба на полі бою

весну приносять журавлі

та все ж душа кричить від болю

за тих, хто вічно тут лежить»

Біля підніжжя пам'ятного знака службовому собаці знаходиться напис:

«Виховані прикордонниками

вони були відданими їм до кінця»